# Dioclès (mythologie)
Pour les articles homonymes, voir Dioclès.
Dans la mythologie grecque, Dioclès (en grec ancien Διοκλῆς), fils d'Ortiloque, est un roi de Phères (Arcadie).

## Famille
Ortiloque, fils du dieu fleuve Alphée et premier roi de Phères, engendre Dioclès, qui lui succède. 
Il a trois enfants. Des jumeaux, Orsiloque et Créthon, qui meurent tous deux lors de la guerre de Troie, ainsi qu'une fille, Anticlée (de). Cette dernière est l'épouse de Machaon, fils d'Asclépios, de qui elle engendre plusieurs fils : Aléxanor, Sphyros, Polémocratès, Gorgasos et Nicomaque.

## Mythe
Dans l'Iliade d'Homère, Dioclès a des fils jumeaux, Créthon et Orsilochos, qui participent tous deux à la guerre de Troie, dans le camp grec. Les deux frères sont tués par Énée alors qu'ils combattent à l'extérieur de Troie.
Dans l’Odyssée, on voit Dioclès offrir l'hospitalité à Télémaque et Pisistrate, en route vers Sparte où ils espèrent recueillir des informations au sujet d'Ulysse.

## Sources
- Homère, Odyssée [détail des éditions] [lire en ligne] (III, 488-490 et XV, 186-187).